# GSC2150-4421
GSC2150-4421 — хімічно пекулярна зоря спектрального класу A3, що має видиму зоряну величину в смузі V приблизно 10,0.